# المساءلة البرلمانية (ألمانيا)
المساءلة البرلمانية مساءلة مجلس النواب وهو هيئة للسلطة التشريعية السلطة التنفيذية المتمثلة في الحكومة بشأن أعمالها.